# Rhizopogon
Genre
Rhizopogon est un genre de champignons basidiomycètes de l'ordre des Boletales et de la famille des Rhizopogonaceae. Ses espèces forment des sporocarpes sous terre communément appelés « fausses truffes » comme la majorité des champignons hypogés.
Les espèces de Rhizopogon se trouvent principalement en association ectomycorhizienne avec les arbres de la famille des Pinaceae et sont des symbiotes particulièrement communs des Pins, des Sapins et des Sapins de Douglas. Grâce à leurs relations ectomycorhiziennes, les espèces de Rhizopogon jouent un rôle important dans l'écologie des forêts de conifères. Des points de vue morphologique et phylogénétique moléculaire, Rhizopogon est un membre des Boletales étroitement lié à Suillus.

## Description

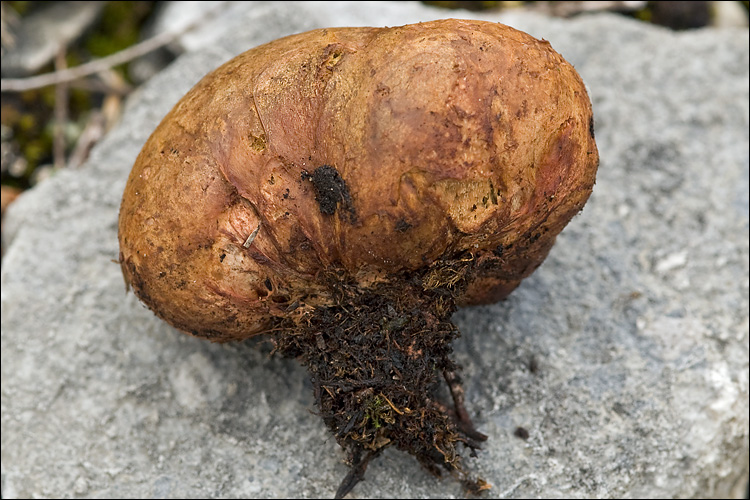
Rhizopogon obtextus. Les rhizomorphes en forme de barbe sont bien visibles sur cette espèce.

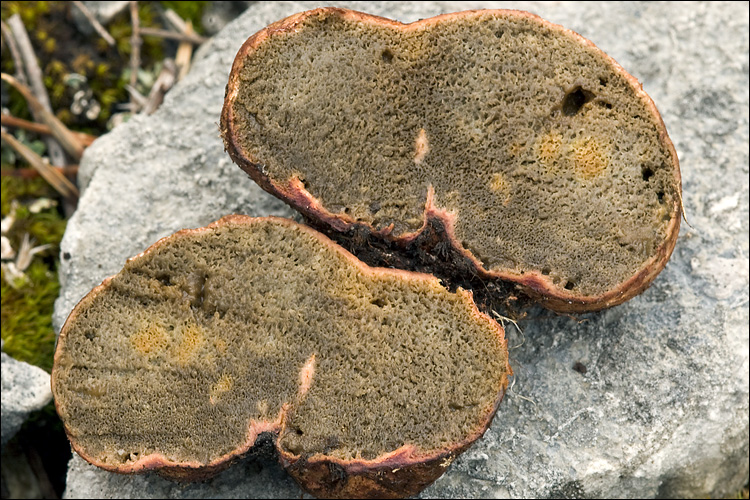
Rhizopogon obtextus, vue de la gléba interne.

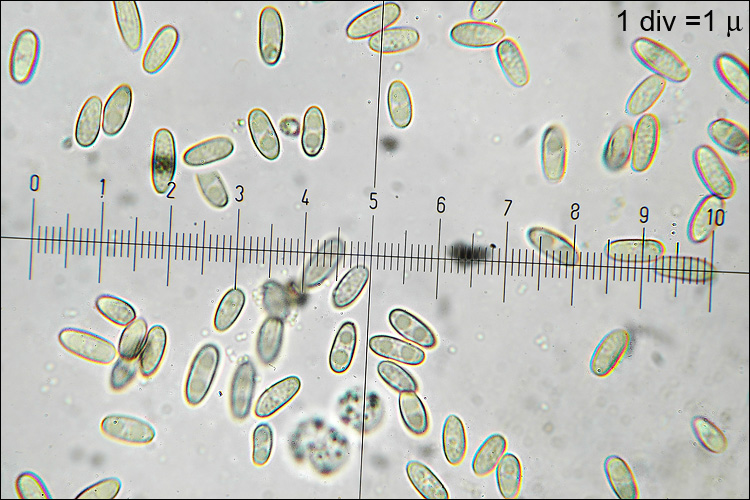
Rhizopogon obtextus, spores.

Les caractères morphologiques généraux du genre Rhizopogon sont un péridium simplex ou duplex entourant une gléba dépourvue de columelle. Les spores sont produites par l'hyménium qui tapisse la surface intérieure de la gléba. Le péridium est souvent orné de cordons mycéliens épais, appelés rhizomorphes, qui fixent le sporophore au substrat environnant.

## Systématique et taxonomie
Le genre Rhizopogon est créé par Elias Magnus Fries en 1817 avec pour espèce type Rhizopogon luteolus . Ce nom est construit à partir du grec ancien ῥίζα, riza (« racine ») et πώγων, pôgôn (« barbe »), en référence aux rhizomorphes. Une monographie des espèces nord-américaines est réalisée par Alexander H. Smith en 1966 alors qu'il faut attendre 1996 pour que les espèces européennes soient étudiées par la Catalane María Paz Martin Esteban. Les méthodes de phylogénétique moléculaire des années 2000 ont permis la révision taxonomique du genre du point de vue génétique.
Bien que son aire de répartition couvre la majeure partie de l'hémisphère Nord, la diversité de ses espèces de Rhizopogon n'est bien caractérisée qu'en Amérique du Nord et en Europe. Plus de 150 espèces sont reconnues. Leurs caractères morphologiques variant fortement au cours de la maturité du sporophore, cela a conduit à de multiples descriptions provenant de divers stades de développement d'une seule et même espèce. La taxonomie moderne reconnaît cinq sous-genres : Rhizopogon, Versicolores, Villosuli, Amylopogon et Roseoli.

## Distribution

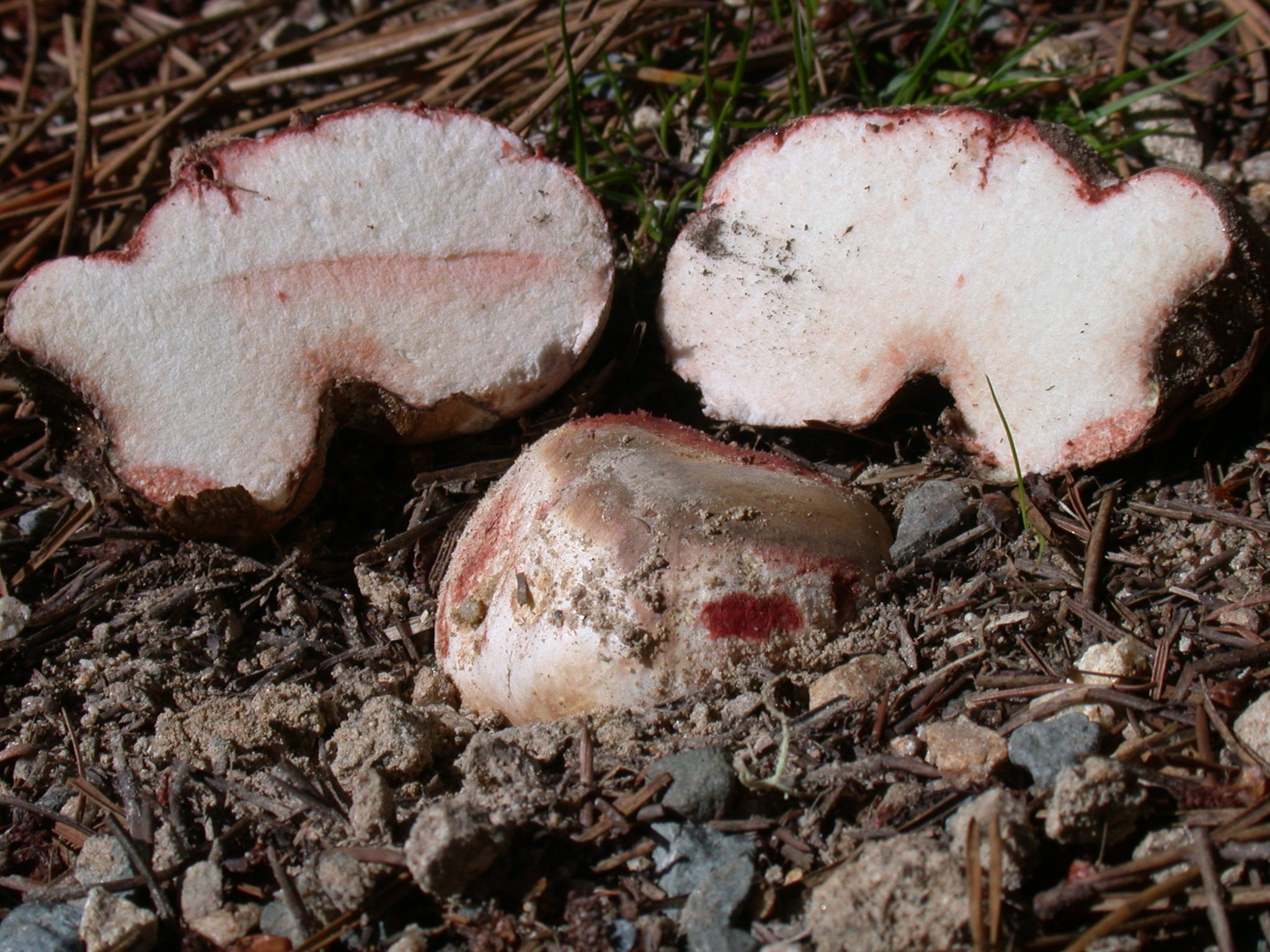
Rhizopogon rubescens.

Le genre Rhizopogon est présent dans toute l'aire de répartition naturelle et introduite des arbres de la famille des Pinaceae, principalement les Pins. En effet, de nombreuses espèces ont suivi les migrations européennes au cours des derniers siècles comme l'espèce nord-américaine Rhizopogon pseudoroseolus introduite accidentellement en Australasie avec le Pin de Monterey et Rhizopogon luteolus intentionnellement. Leur distribution mondiale participe à l'homogénocène, c'est-à-dire à l’homogénéisation des écosystèmes de la planète.

## Écologie

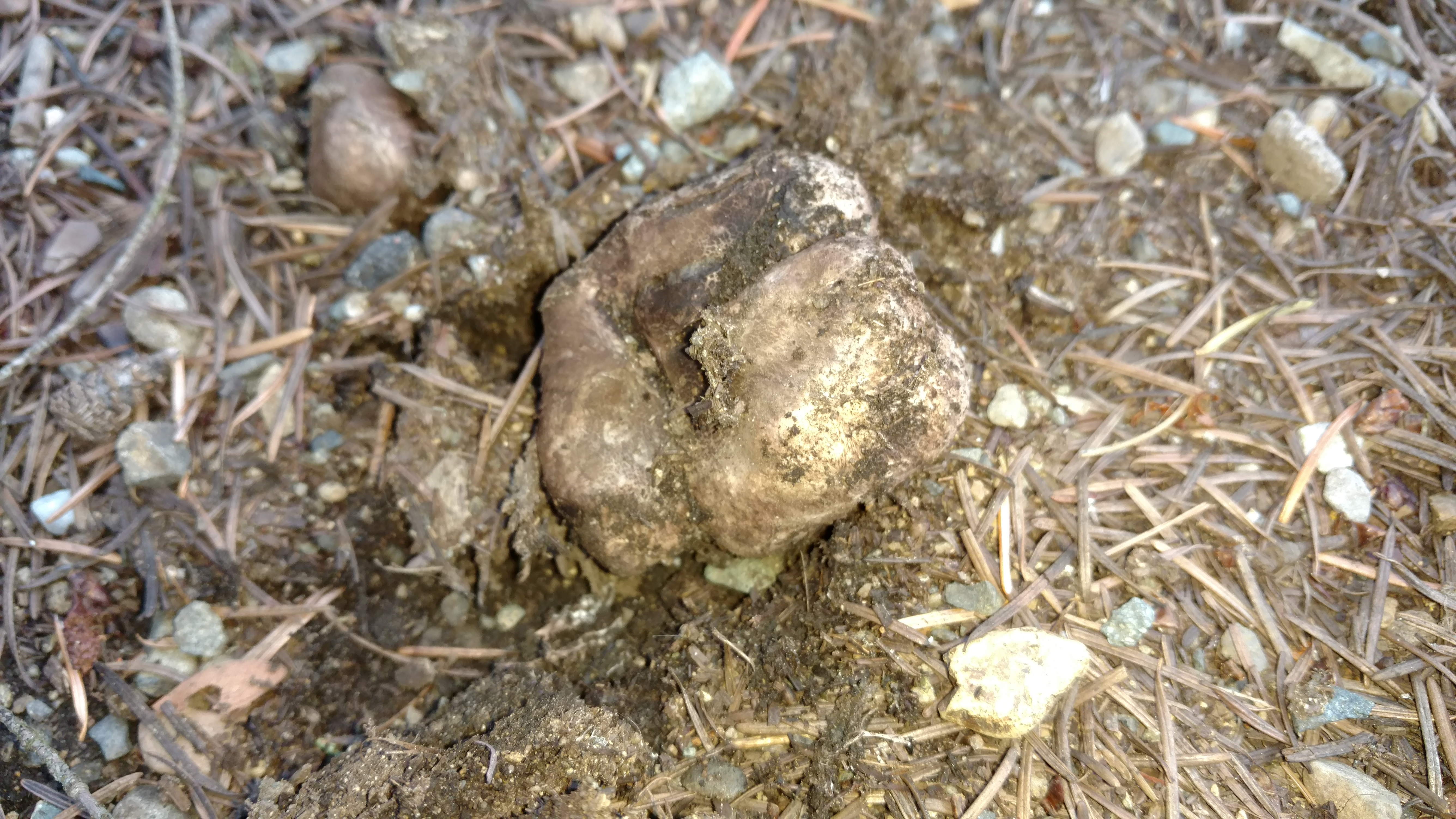
Rhizopogon vinicolor.

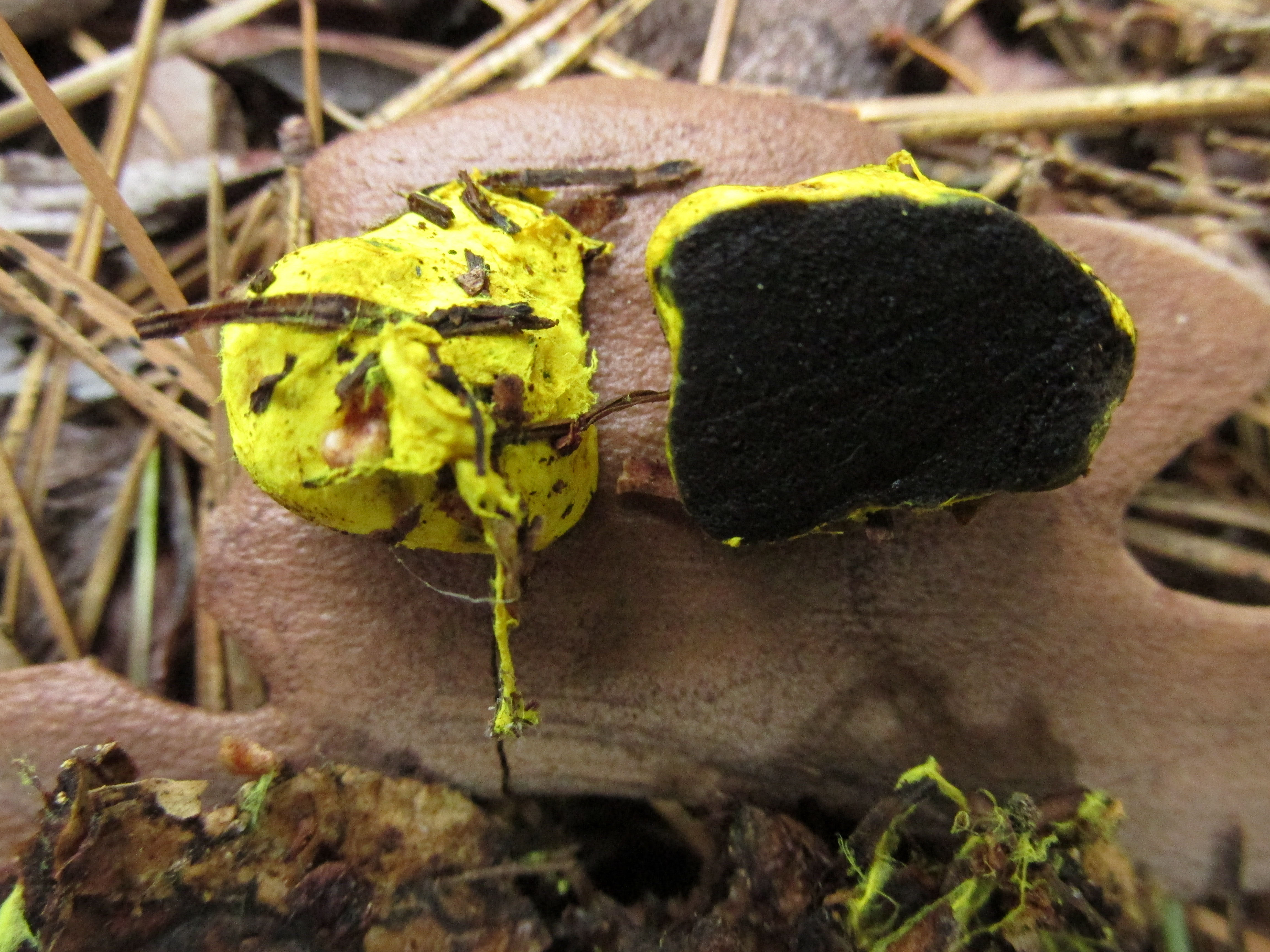
Rhizopogon truncatus.

Les espèces de Rhizopogon sont dispersées par endozoochorie, c'est-à-dire que ses sporocarpes sont consommés par des micromammifères mycophages comme le Campagnol à dos roux de Californie, ainsi que des cerfs ; ces animaux déplaçant les spores à travers la forêt par leurs déjections. Leur viabilité est maintenue, voire augmentée par le passage dans leur système digestif,.
Les espèces de Rhizopogon forment communément des ectomycorhizes autour des racines des arbres aussi bien lors de l'établissement des semis et qu'avec les peuplements forestiers anciens,. Leurs spores ont une longue durée de vie dans le sol ; certaines peuvent persister pendant au moins quatre ans voire dix.
La présence d'espèces de Rhizopogon est un facteur important de la régénération des peuplements forestiers après perturbations. Ce sont des colonisatrices abondantes des racines des jeunes semis d'arbres de cultures en pot comme en plein champs. Elles sont également communes sur les racines des semis qui s'établissent après le passage du feu ou après les coupes rases de l'exploitation forestière,,,,. L'activité enzymatique confère également des avantages compétitifs aux arbres matures, en aidant à décomposer les nutriments dans le sol, dont les composés azotés,.
Les enzymes exsudées par certaines espèces du sous-genre Amylopogon sont essentielles pour activer la germination des graines chez des espèces de Monotropoideae mycohétérotrophes comme Pterspora andromedeae, dont elles sont les hôtes symbiotiques obligatoires. 

## Usages en sylviculture

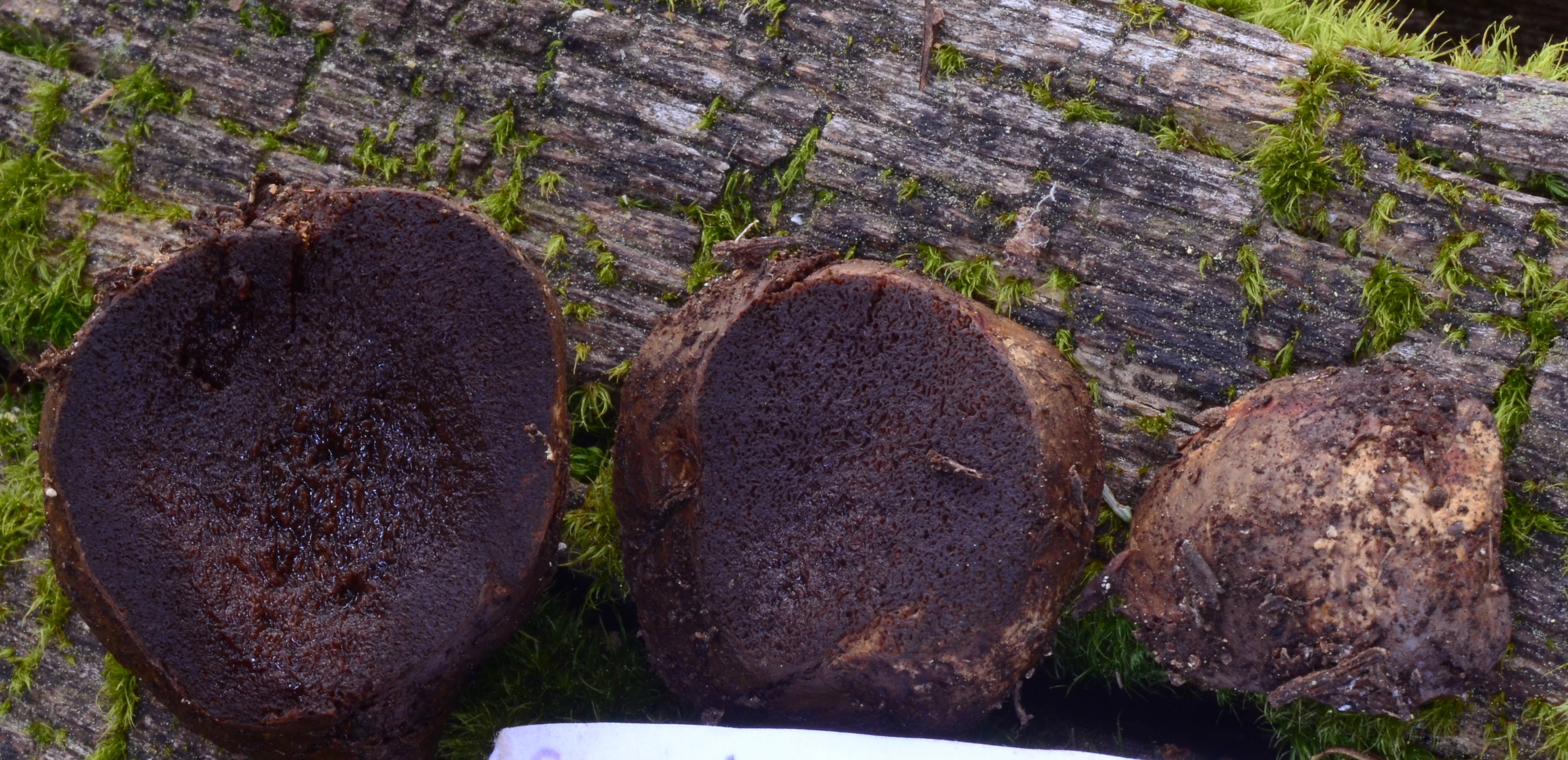
Rhizopogon olivaceotinctus.

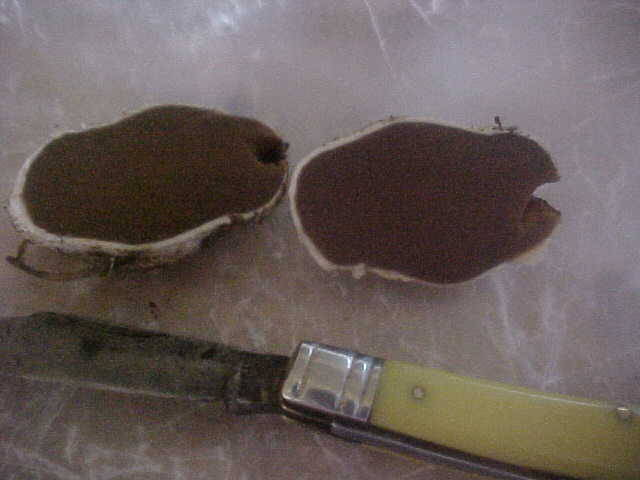
Rhizopogon subcaerulescens

La première utilisation intentionnelle d'espèces de Rhizopogon en sylviculture remonte au début du XXe siècle, lorsque Rhizopogon luteolus est délibérément introduit dans des plantations de Pin de Monterey en Australie occidentale. Indispensables aux plantations de Pins et de Sapins de Douglas, elles permettent une survie et un développement des semis plus efficace que d'autres genres mycorhiziens.

## Usages culinaires

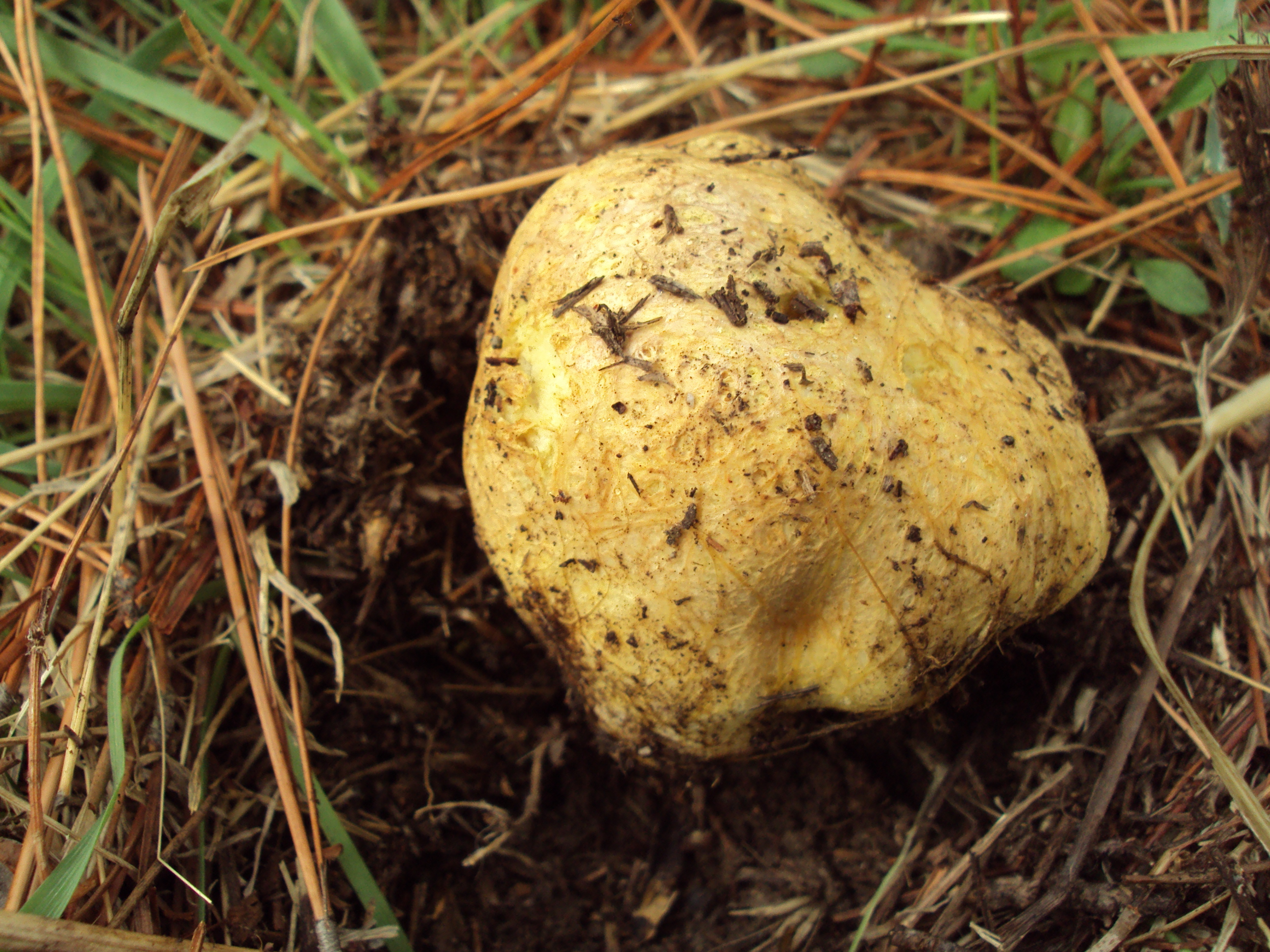
Rhizopogon occidentalis.

Bien que ce genre soit considéré comme comestible, la plupart de ses espèces ne sont pas tenues en haute estime. Une exception notable est Rhizopogon roseolus qui est considéré comme un mets délicat au Japon où il est traditionnellement connu sous le nom de shōro. Il y est cultivé depuis la fin des années 1980.

## Synonymie
Rhizopogon a pour synonymes :
- Anthracophlous Mattirolo ex Lloyd, 1913
- Hysteromyces Vittad., 1844
- Splanchnomyces Corda, 1831
- Trappeindia Castellano et al., 2012

## Espèces deRhizopogonprésentes en France
Selon INPN (31 décembre 2022) :
- Rhizopogon abietis A.H. Smith
- Rhizopogon angustiseptatus Zeller & Dodge
- Rhizopogon briardii Boud.
- Rhizopogon corsicus Demoulin & Moyersoen
- Rhizopogon evadens A.H. Smith
- Rhizopogon hawkerae A.H. Smith
- Rhizopogon hymenogastrosporus Soehn.
- Rhizopogon luteolus Fr. & Nordholm
- Rhizopogon marchii (Bres.) Zeller & Dodge
- Rhizopogon occidentalis Zeller & Dodge
- Rhizopogon pannosus Zeller & Dodge
- Rhizopogon reticulatus Hawker
- Rhizopogon rocabrunae M. P. Martin
- Rhizopogon roseolus (Corda) Th.Fr.
- Rhizopogon suavis Quél.
- Rhizopogon villosulus Zeller
- Rhizopogon vinicolor A.H. Smith

## Ensemble des espèces deRhizopogon
Selon Index Fungorum (31 décembre 2022) :
- Rhizopogon abietis A.H. Sm. 1966
- Rhizopogon affinis Velen. 1931
- Rhizopogon albidus A.H. Sm. 1966

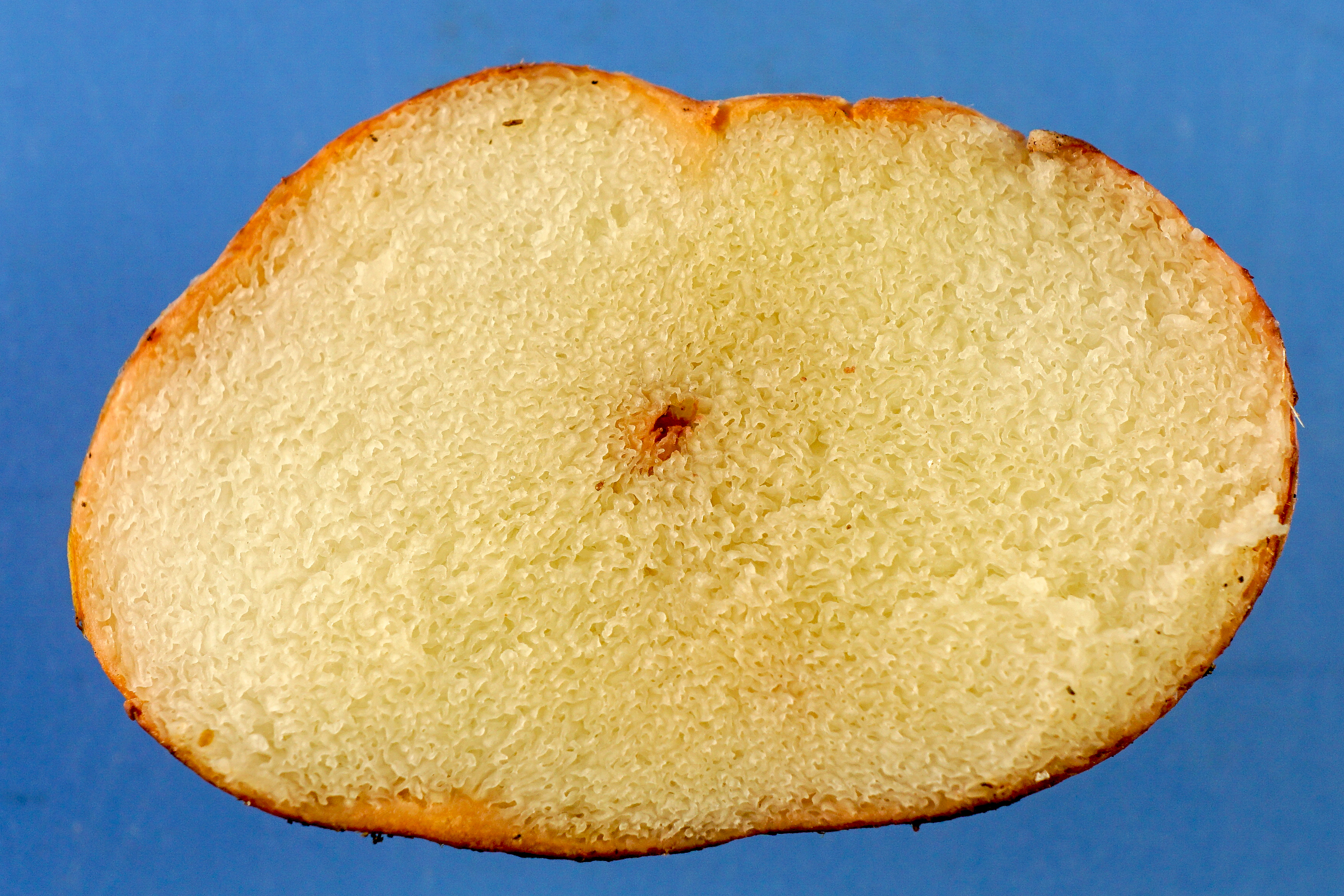
Rhizopogon subaustralis.

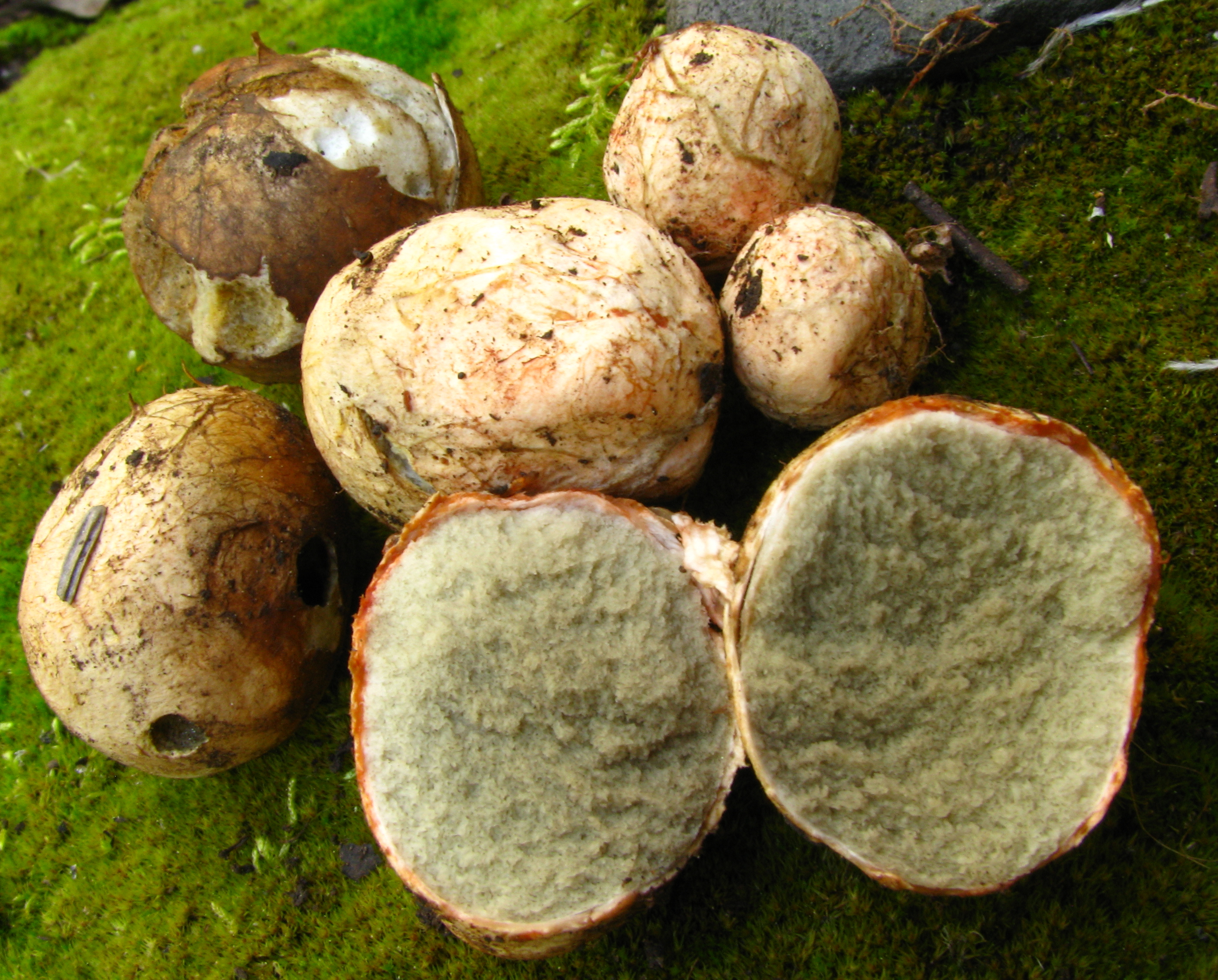
Rhizopogon evadens.

- Rhizopogon albiroseus A.H. Sm. 1966
- Rhizopogon albus (Bull.) Fr. 1823
- Rhizopogon alexsmithii (Trappe) Vizzini & Zotti 2010
- Rhizopogon alkalivirens A.H. Sm. 1966
- Rhizopogon alpestris A.H. Sm. 1966
- Rhizopogon alpinus T.Koizumi & K.Nara
- Rhizopogon amoenus K.A. Harrison & A.H. Sm. 1968
- Rhizopogon angustisepta Zeller & C.W. Dodge 1918
- Rhizopogon angustiseptatus Zeller & Dodge
- Rhizopogon anomalus A.H. Sm. 1966
- Rhizopogon arctostaphyli A.H. Sm. 1966
- Rhizopogon arenicola A.H. Sm. 1966
- Rhizopogon argillaceus A.H. Sm. 1966
- Rhizopogon argillascens A.H. Sm. 1966
- Rhizopogon armeniacus K.A. Harrison & A.H. Sm. 1968
- Rhizopogon aromaticus Calonge & M.P. Martín 2000
- Rhizopogon ater Trappe & Grubisha 2005
- Rhizopogon atlanticus Coker & Doidge 1928
- Rhizopogon atroviolaceus A.H. Sm. 1966
- Rhizopogon aurantiacus A.H. Sm. 1966
- Rhizopogon aurantius Harkn. 1899
- Rhizopogon avellaneitectus A.H. Sm. 1968
- Rhizopogon bacillisporus A.H. Sm. 1966
- Rhizopogon baxteri A.H. Sm. 1966
- Rhizopogon boninensis S. Ito & S. Imai 1937
- Rhizopogon borealis P. Karst. 1886
- Rhizopogon briardii Boud. 1885
- Rhizopogon brownii A.H. Sm. 1966
- Rhizopogon brunneicolor A.H. Sm. 1966
- Rhizopogon brunneifibrillosus A.H. Sm. 1966
- Rhizopogon brunneiniger A.H. Sm. 1966
- Rhizopogon brunnescens Zeller 1941
- Rhizopogon brunsii Grubisha & Trappe 2005
- Rhizopogon buenoi Calonge & M.P. Martín 2001
- Rhizopogon burlinghamii A.H. Sm. 1966
- Rhizopogon butyraceus A.H. Sm. 1966
- Rhizopogon cacao Velen. 1931
- Rhizopogon canadensis K.A. Harrison & A.H. Sm. 1968
- Rhizopogon capensis Lloyd 1925
- Rhizopogon chamaleontinus A.H. Sm. 1968
- Rhizopogon cinerascens A.H. Sm. 1966
- Rhizopogon cinnamomeus K.A. Harrison & A.H. Sm. 1968
- Rhizopogon clavitisporus A.H. Sm. 1966
- Rhizopogon clelandii G. Cunn. 1934
- Rhizopogon cokeri A.H. Sm. 1966
- Rhizopogon columbianus K.A. Harrison & A.H. Sm. 1968
- Rhizopogon comatus Velen. 1922
- Rhizopogon corsicus Demoulin & Moy. 1996
- Rhizopogon couchii A.H. Sm. 1966
- Rhizopogon cusickiensis A.H. Sm. 1966
- Rhizopogon cylindrisporus A.H. Sm. 1966
- Rhizopogon deceptivus A.H. Sm. 1966
- Rhizopogon defectus A.H. Sm. 1966
- Rhizopogon diabolicus A.H. Sm. 1966
- Rhizopogon dormitzeri Corda 1854
- Rhizopogon dubius (Corda) De Toni 1888
- Rhizopogon duriusculus Velen. 1939
- Rhizopogon ellenae A.H. Sm. 1966
- Rhizopogon ellipsosporus Trappe, Castellano & Amar. 2000
- Rhizopogon evadens A.H. Sm. 1966
- Rhizopogon exiguus Zeller 1939
- Rhizopogon fabri Trappe 1975
- Rhizopogon fallax A.H. Sm. 1966
- Rhizopogon flavidus Lin Li & Shu H.Li
- Rhizopogon flavofibrillosus A.H. Sm. 1966
- Rhizopogon flavus Petch 1917
- Rhizopogon florencianus A.H. Sm. 1966
- Rhizopogon fragmentatus A.H. Sm. 1966
- Rhizopogon fragrans A.H. Sm. 1966
- Rhizopogon fuscorubens A.H. Sm. 1966
- Rhizopogon gangliformis Corda 1854
- Rhizopogon gelatinosus A.H. Sm. 1966
- Rhizopogon gigasporus Pacioni 1984
- Rhizopogon gilkeyae A.H. Sm. 1966
- Rhizopogon globatus Velen. 1931
- Rhizopogon granuloflavus M.P.Martín, M.Dueñas & Tellería
- Rhizopogon graveolens (Vittad.) Tul. & C. Tul. 1851
- Rhizopogon griseoglebus A.H. Sm. 1966
- Rhizopogon griseovinaceus A.H. Sm. 1968
- Rhizopogon guzmanii Trappe & Cázares 1992
- Rhizopogon hawkerae A.H. Sm. 1966
- Rhizopogon himalayensis (Castellano, S.L.Miller, Singh & Lanhanpal) A.B.Mujic & M.E.Sm.
- Rhizopogon honoratoi Speg. 1917
- Rhizopogon hymenogastrosporus Soehner 1956
- Rhizopogon hypothallosus Velen. 1931
- Rhizopogon hysterangioides A.H. Sm. 1966
- Rhizopogon idahoensis A.H. Sm. 1966
- Rhizopogon inodorus Velen. 1931
- Rhizopogon inquinatus A.H. Sm. 1966
- Rhizopogon inversus K.A. Harrison & A.H. Sm. 1968
- Rhizopogon isabellinus A.H. Sm. 1966
- Rhizopogon jiyaozi Lin Li & Shu H.Li
- Rhizopogon kauffmanii A.H. Sm. & Zeller 1966
- Rhizopogon kretzerae Grubisha, Dowie & S.L.Mill.
- Rhizopogon laetiflavus A.H. Sm. 1966
- Rhizopogon lapponicus P. Karst. 1889
- Rhizopogon laricinus Y.Miyamoto & T.C.Maximov
- Rhizopogon libocedri A.H. Sm. 1966
- Rhizopogon lowei A.H. Sm. 1966
- Rhizopogon luteoalboides A.H. Sm. 1966
- Rhizopogon luteoalbus A.H. Sm. 1966
- Rhizopogon luteoloides A.H. Sm. 1966
- Rhizopogon luteolus Fr. 1817
- Rhizopogon lutescens A.H. Sm. 1966
- Rhizopogon macrocoilos Corda 1854
- Rhizopogon maculatus Zeller & C.W. Dodge 1918
- Rhizopogon magnatus Corda 1842
- Rhizopogon marchii (Bres.) Zeller & C.W. Dodge 1929
- Rhizopogon masoniae A.H. Sm. 1966
- Rhizopogon melanogastroides M. Lange 1957
- Rhizopogon mengei M.F. Allen, Trappe & T.R. Horton 1999
- Rhizopogon michoacanicus Trappe & Guzmán 1971
- Rhizopogon milleri A.H. Sm. 1965
- Rhizopogon minor Velen. 1939
- Rhizopogon mohelnensis Velen. 1931
- Rhizopogon molallaensis A.H. Sm. 1966
- Rhizopogon molliglebus A.H. Sm. 1966
- Rhizopogon monticola A.H. Sm. 1966
- Rhizopogon mutabilis A.H. Sm. 1966
- Rhizopogon niger (Lloyd) Zeller & C.W. Dodge 1929
- Rhizopogon nigrescens Coker & Couch 1928
- Rhizopogon nitens A.H. Sm. 1966
- Rhizopogon obscurus A.H. Sm. 1966
- Rhizopogon obtextus (Spreng.) R. Rauschert 1984
- Rhizopogon occidentalis Zeller & C.W. Dodge 1918
- Rhizopogon ochraceisporus A.H. Sm. 1966
- Rhizopogon ochraceobrunnescens A.H. Sm. 1966
- Rhizopogon ochraceorubens A.H. Sm. 1966
- Rhizopogon ochroleucoides A.H. Sm. 1966
- Rhizopogon ochroleucus A.H. Sm. 1966
- Rhizopogon odoratus A.H. Sm. 1966
- Rhizopogon olivaceofuscus A.H. Sm. 1966
- Rhizopogon olivaceoluteus A.H. Sm. 1966
- Rhizopogon olivaceoniger A.H. Sm. 1966
- Rhizopogon olivaceotinctus A.H. Sm. 1966
- Rhizopogon oregonensis A.H. Sm. 1966
- Rhizopogon oswaldii A.H. Sm. 1966
- Rhizopogon pachydermus K.A. Harrison & A.H. Sm. 1968
- Rhizopogon pachyphloeus Zeller & C.W. Dodge 1918
- Rhizopogon pachysporus Hosford 1975
- Rhizopogon pannosus Zeller & C.W. Dodge 1918
- Rhizopogon parasiticus Coker & Totten 1923
- Rhizopogon parksii A.H. Sm. 1966
- Rhizopogon parvisporus Bowerman 1962
- Rhizopogon parvulus A.H. Sm. 1966
- Rhizopogon pedicellus A.H. Sm. 1966
- Rhizopogon piceus Berk. & M.A. Curtis 1860
- Rhizopogon pinicola A.H. Sm. 1966
- Rhizopogon pinyonensis K.A. Harrison & A.H. Sm. 1968
- Rhizopogon ponderosus A.H. Sm. 1966
- Rhizopogon praestans K.A. Harrison & A.H. Sm. 1968
- Rhizopogon proximus A.H. Sm. 1966
- Rhizopogon pseudoaffinis A.H. Sm. 1966
- Rhizopogon pseudoalbus A.H. Sm. 1966
- Rhizopogon pseudoroseolus A.H. Sm. 1966
- Rhizopogon pseudovillosulus A.H. Sm. 1966
- Rhizopogon pumilionum (Ade) Bataille 1923
- Rhizopogon quercicola A.H. Sm. 1966
- Rhizopogon radicans Lloyd 1923
- Rhizopogon reae A.H. Sm. 1966
- Rhizopogon reticarpus Velen. 1922
- Rhizopogon rhizophorus Velen. 1931
- Rhizopogon rocabrunae M.P. Martín 1996
- Rhizopogon rodwayi McAlpine 1895
- Rhizopogon rogersii A.H. Sm. 1966
- Rhizopogon roseolus (Corda) Th. Fr. 1909
- Rhizopogon rubrocorticeus Zeller & C.W.Dodge
- Rhizopogon rudus A.H.Sm.
- Rhizopogon salebrosus A.H.Sm.
- Rhizopogon sardous Pacioni
- Rhizopogon semireticulatus A.H.Sm.
- Rhizopogon semitectus A.H.Sm.
- Rhizopogon separabilis Zeller
- Rhizopogon sepelibilis A.H.Sm.
- Rhizopogon shanxiensis B.Liu
- Rhizopogon singularis K.A.Harrison & A.H.Sm.
- Rhizopogon sinoalbidus Lin Li & Shu H.Li
- Rhizopogon sipei A.H.Sm.
- Rhizopogon smithii Hosford
- Rhizopogon songmaodan R.Wang & Fu Q.Yu, 2021
- Rhizopogon sordidus A.H.Sm.
- Rhizopogon suavis Quél.
- Rhizopogon subalpinus A.H.Sm.
- Rhizopogon subareolatus A.H.Sm.
- Rhizopogon subaustralis A.H.Sm.
- Rhizopogon subbadius A.H.Sm.
- Rhizopogon subcaerulescens A.H.Sm.
- Rhizopogon subcinnamomeus A.H.Sm.
- Rhizopogon subcitrinus A.H.Sm.
- Rhizopogon subclavitisporus A.H.Sm.
- Rhizopogon subcroceus A.H.Sm.
- Rhizopogon subgelatinosus A.H.Sm.
- Rhizopogon sublateritius A.H.Sm.
- Rhizopogon subolivascens A.H.Sm.
- Rhizopogon subpurpurascens A.H.Sm.
- Rhizopogon subradicatus A.H.Sm.
- Rhizopogon subsalmonius A.H.Sm.
- Rhizopogon succosus A.H.Sm.
- Rhizopogon superdubius Lloyd
- Rhizopogon superiorensis A.H.Sm.
- Rhizopogon tenuisporus Velen.
- Rhizopogon tephroglebus K.A.Harrison & A.H.Sm.
- Rhizopogon thaxteri Zeller
- Rhizopogon togasawarius Mujic, K.Hosaka & Spatafora
- Rhizopogon truncatus Linder
- Rhizopogon tsugae A.H.Sm.
- Rhizopogon udus A.H.Sm.
- Rhizopogon umbrinoviolascens A.H.Sm.
- Rhizopogon undulatum Anon.
- Rhizopogon variabilisporus A.H.Sm.
- Rhizopogon ventricisporus A.H.Sm.
- Rhizopogon verii Pacioni
- Rhizopogon vesiculosus A.H.Sm.
- Rhizopogon vestitus K.A.Harrison & A.H.Sm.
- Rhizopogon villescens A.H.Sm.
- Rhizopogon villosulus Zeller
- Rhizopogon vinicolor A.H.Sm.
- Rhizopogon virens (Alb. & Schwein.) Fr.
- Rhizopogon virescens Sacc.
- Rhizopogon viridis Zeller & C.W.Dodge
- Rhizopogon webbii Corda
- Rhizopogon willamettensis H.V.Sm. & A.H.Sm.
- Rhizopogon yakushimensis Y.Sugiy., M.Murata & K.Nara
- Rhizopogon zelleri A.H.Sm.